# Тіноватка
Тінова́тка (рос. Тиноватка) — селище у складі Бабушкінського району Вологодської області, Росія. Входить до складу Міньковського сільського поселення.

## Населення
Населення — 100 осіб (2010; 130 у 2002).
Національний склад (станом на 2002 рік):
- росіяни — 98 %